# Рожков, Валентин Алексеевич
Валентин Алексеевич Рожков (12 апреля 1936 — 14 февраля 2022) — советский и российский океанолог, доктор физико-математических наук, профессор, директор Санкт-Петербургского отделения Государственного океанографического института, заслуженный деятель науки РФ.

## Биография
Родился 12 апреля 1936 года. Член КПСС (1964—1991).
После окончания кафедры океанологии географического факультета Ленинградского государственного университета им . А. А. Жданова (1959) работал в Гидрографической службе ВМС.
С 1962 г. — в Ленинградском (Санкт-Петербургском) отделении Государственного океанографического института, где прошёл путь от младшего научного сотрудника до директора (1979—2001).
Заслуженный деятель науки РФ (1996). За монографический справочник «Ветер и волны в океанах и морях» (1974) в составе авторского коллектива (И. Н. Давидан, Л. И. Лопатухин, В. А. Рожков) удостоен премии им. Ю. М. Шокальского.
Скончался 14 февраля 2022 года.
Профессор кафедры океанологии Института наук о Земле СПГУ. Читал курсы лекций «Теория вероятностей и математическая статистика», «Многомерный статистический анализ», «Статистическая гидрометеорология», «Взаимодействие океана и атмосферы», «Вероятностный анализ и моделирование гидрометеорологических процессов и полей».
Сфера научных интересов — вероятностный анализ и моделирование гидрометеорологических процессов и полей.

## Научные труды
Диссертации:
- Вероятностный анализ ветрового волнения : диссертация … кандидата физико-математических наук : 01.00.00. — Ленинград, 1969. — 321 с. : ил. (защищена в 1970 г.).
- Методы вероятностного анализа океанологических процессов : диссертация … доктора физико-математических наук : 11.00.08. — Ленинград, 1979. — 379 с. : ил.

Сочинения:
- Методические рекомендации, алгоритмы и программы расчета вероятностных характеристик ветрового волнения на ЭВЦМ [Текст] / В. А. Рожков, Ю. А. Трапезников ; Глав. упр. гидрометеорол. службы при Совете Министров СССР. Ленингр. отд-ние гос. океаногр. ин-та. — Обнинск : [б. и.], 1969. — 397 с.; 26 см.
- Ветер и волны в океанах и морях [Текст] : Справ. данные / Регистр СССР. — Ленинград : Транспорт. [Ленингр. отд-ние], 1974. — 359 с. : черт., карт.; 30 см сост.: д-р геогр. наук, проф. И. Н. Давидан, кандидаты физ.-мат. наук Л. И. Лопатухин, В. А. Рожков и др.
- Ветровое волнение как вероятностный гидродинамический процесс [Текст] / И. Н. Давидан, Л. И. Лопатухин, В. А. Рожков. — Ленинград : Гидрометеоиздат, 1978. — 287 с., 1 л. ил. : ил., карт.; 22 см.
- Методы вероятностного анализа океанологических процессов [Текст]. — Ленинград : Гидрометеоиздат, 1979. — 280 с. : ил.; 22 см.
- Вероятностный анализ морских течений / А. П. Белышев, Ю. П. Клеванцов, В. А. Рожков. — Л. : Гидрометеоиздат, 1983. — 264 с. : схем.; 22 см;
- Ветровое волнение в Мировом океане [Текст] / И. Н. Давидан, Л. И. Лопатухин, В. А. Рожков; под ред. И. Н. Давидана. — Ленинград : Гидрометеоиздат, 1985. — 256 с. : ил.; 21 см.
- Методы вероятностного анализа ритмики океанологических процессов [Текст] / Я. П. Драган, В. А. Рожков, И. Н. Яворский; под ред. В. А. Рожкова. — Ленинград : Гидрометеоиздат, 1987. — 318, [1] с. : ил.; 22 см.
- Вероятностные модели океанологических процессов / В. А. Рожков, Ю. А. Трапезников. — Л. : Гидрометеоиздат, 1990. — 270,[2] с. : ил.; 22 см; ISBN 5-286-00242-0
- Теория и методы статистического оценивания вероятностных характеристик случайных величин и функций с гидрометеорологическими примерами / В. А. Рожков. — СПб. : Гидрометеоиздат, 2001-____. — 21 см. — (ЕСИМ). Кн. 1. — 2001. — 340 с. : ил., табл.; ISBN 5-286-01367-8
- Статистическая гидрометеорология [Текст] : учебное пособие / В. А. Рожков ; Санкт-Петербургский гос. ун-т. — Санкт-Петербург : Изд. дом Санкт-Петербургского гос. ун-та, 2013-. — 24 см. — (Гидрометеорология). Ч. 1: Термодинамика. — 2013. — 186 с. : ил., карты, табл.; ISBN 978-5-288-05428-0 Ч. 2: Турбулентность и волны. — 2013. — 213, [2] с. : ил., табл.; ISBN 978-5-288-05501-0 Ч. 3: Неустойчивость состояния и движения. Взаимодействие океана а атмосферы. Климат. — сор. 2015. — 252, [2] с. : ил., табл.; ISBN 978-5-288-05605-5